# リチャード・ムリアン
リチャード・ムリアン（Richard Murrian、肖像）は、ヨーロッパで活動するアメリカ合衆国出身の写真家。プラハ在住（2005年現在）。
デイヴィッド・ハミルトンおよびロバート・ファーバーの影響のもと、ラファエル前派美術に啓発された絵画的で叙情的な美少女エロチズム、ロリータのアートが特徴。使用機はペンタックス。2002年から欧州に移住。北米および欧州地域で多くの展示会を開催している（作品例）。
リチャードの妻で元モデルのナンシー・ムリアンも写真家である（作品例：Marketa by Nancy）。

## 作品
- Reanna's Diaries:A Celebration of Youth & Beauty in Photographs.(2004).ISBN 3037664959

作品の収録されたアンサンブルに、
- Hot Cheeks (Martin C. Sigrist ed.). (2003).ISBN 3037664932